# Carrum Downs
Carrum Downs ist ein Stadtteil der australischen Metropole Melbourne. Er befindet sich ca. 34 km südöstlich des Stadtzentrums und hatte im Jahr 2016 etwa 20.700 Einwohner.

## Geschichte
Vor Ankunft der Europäer war die Gegend von Aborigines besiedelt, die sie Karrum Karrum (Bumerang) nannten. Der Name bezieht sich wahrscheinlich auf den schmalen Sandstreifen, der vom Oliver’s Hill aus betrachtet an die Form eines Bumerangs erinnert. Zu jener Zeit bestand das Gebiet hauptsächlich aus sumpfigem Marschland.
In den Jahren 1865–66 bereiste T. E. Rawlinson das Gebiet. Die einzige europäische Besiedlung, die er vermerkte, war eine Fischerhütte im heutigen Aspendale. Bereits im Dezember 1865 wurde das Land in einer ersten Auktion in Melbourne an mehrere Investoren verkauft. Vornehmlich entwickelte sich zunächst nur das Fischerdorf Mordialloc, auch, weil die Gouverneursverwaltung sich zurückhielt und keine Sträflinge für die Trockenlegung des Sumpfs bereitstellen wollte.
1909 eröffnete das Postamt von Carrum Downs. Während der Weltwirtschaftskrise unterhielt die gemeinnützige Organisation Brotherhood of St. Laurence eine Einrichtung, um notleidenden Familien in der Gegend zu helfen. Nach Ende des Zweiten Weltkriegs sollte der Stadtteil zunächst in eine Art Sun City, also eine Siedlung für Senioren, umgewandelt werden.
In den 1980er und 1990er Jahren wurde das Gebiet neu erschlossen. Aufgrund günstiger Preise und der Nähe zu Frankston zogen viele Familien in das Gebiet.